# Sibiriska trapporna

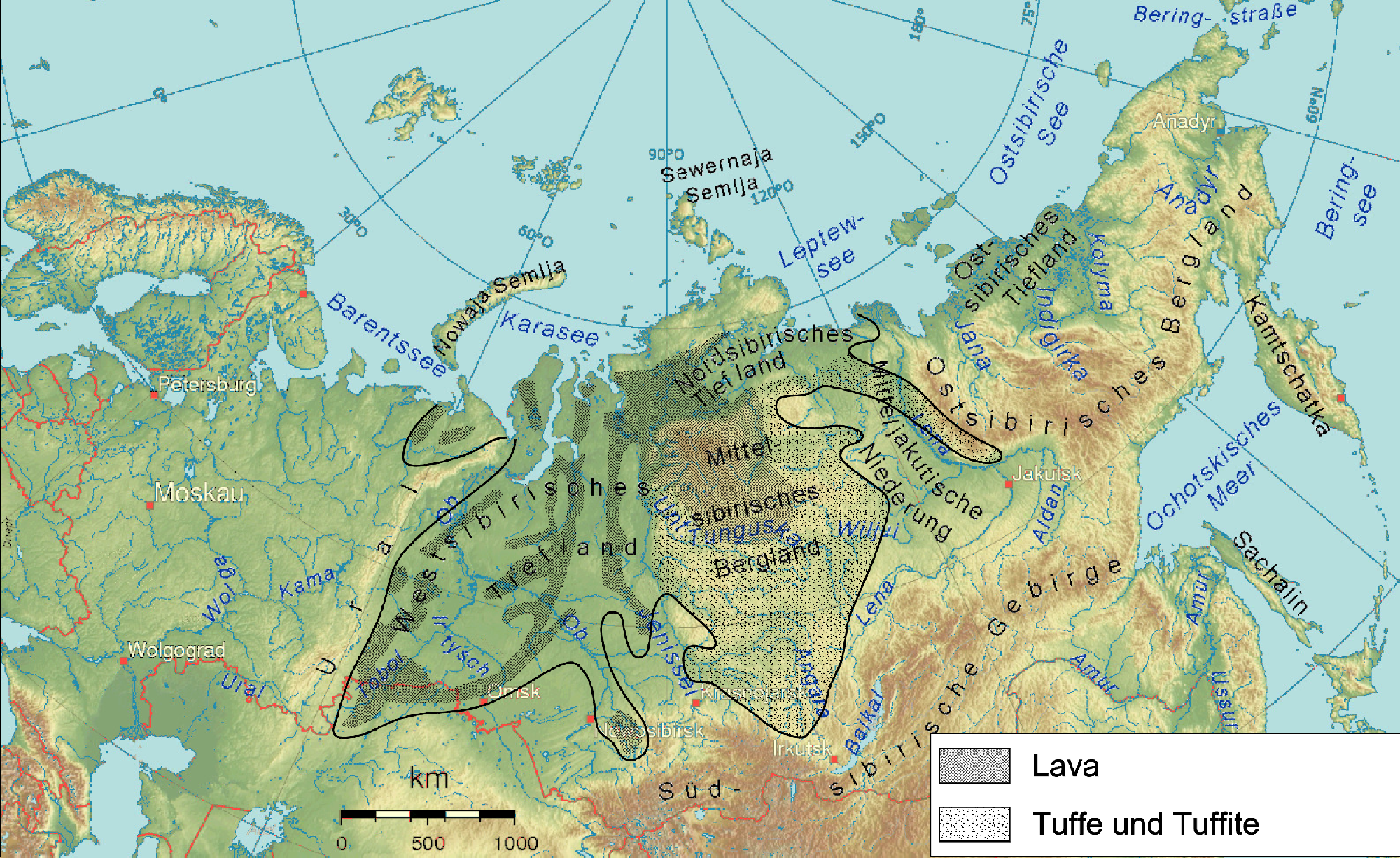
Sibiriska trapporna (karta på tyska).

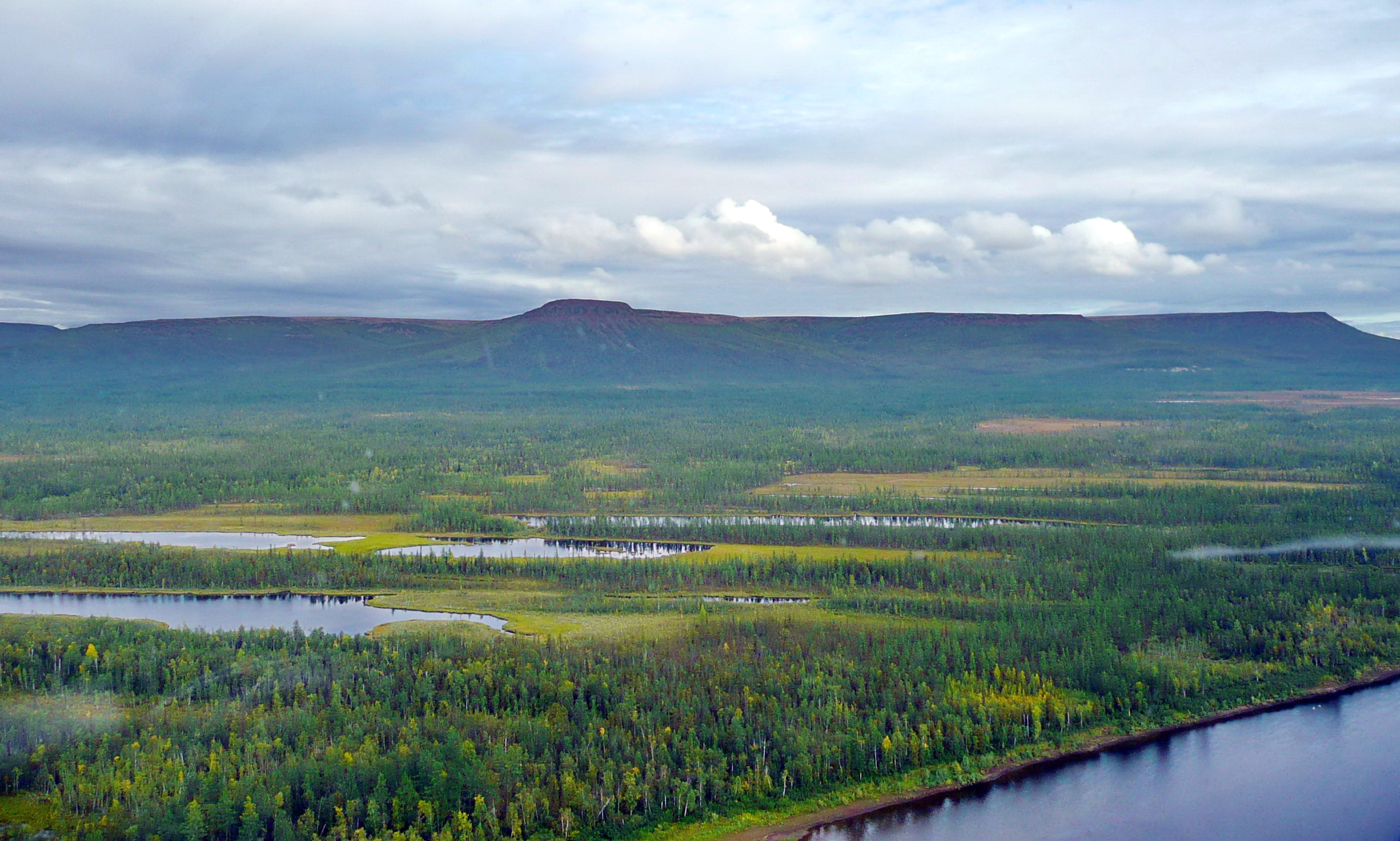
Platåbergen Putoranabergen i Sibirien.

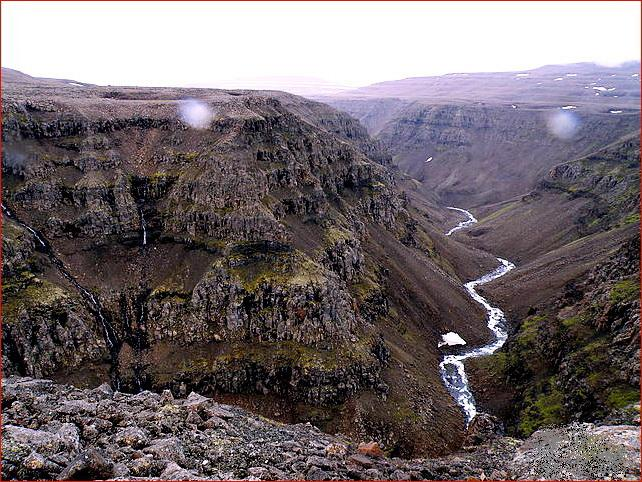
En flod har skurit genom Putoranabergen och blottlägger lagerföljden. Diabashättan är normalt sett dold av ett jordlager.

Sibiriska trapporna (ryska: Сибирские траппы Sibirskije trappy) är benämningen på ett stort område i centrala Sibirien, där cirka 2 miljoner kvadratkilometer täcks av stora avlagringar av basalt, en bergart av vulkaniskt ursprung. Området bildades för drygt 250 miljoner år sedan i övergången mellan de geologiska tidsåldrarna perm och trias. Vulkanutbrotten sammanfaller i tid med det största massutdöendet i jordens historia, då 90 % av alla då existerande djurgrupper dukade under.
Utbrotten i Sibirien var troligen de största efter den geologiska urtidens slut för cirka 500 miljoner år sedan. De var gigantiska så kallade basaltutbrott där en stor del av jordskorpan rämnade och kolossala mängder magma och pyroklastiskt material vällde ut och begravde stora områden. Det handlade alltså om extremt våldsamma men oerhört sällsynta supervulkanutbrott. De skedde i olika omgångar under en beräknad tidsrymd på en miljon år. Den totala volymen på det utslungade materialet beräknas till mellan en och fyra miljoner kubikkilometer.
För att få en uppfattning av magnituden på utbrotten kan man jämföra med en del andra stora utbrott:
- Tamboras utbrott år 1815 i Indonesien, det största kända under historisk tid, vräkte ut 100-150 kubikkilometer vulkaniskt material.
- Det största utbrottet under de senaste drygt 2 miljoner åren av Yellowstone-kalderan, en supervulkan, hade en volym på cirka 2 500 kubikkilometer.
- Tobas utbrott i Indonesien för cirka 75 000 år sedan, troligen det största utbrottet under de senaste 25 miljoner åren, hade en volym på cirka 2 800 kubikkilometer.

## Orsaker till massutdöendet
Samtidigt som utbrotten ägde rum skedde också det största kända massutdöendet i jordens historia, perm–trias-utdöendet, där 90 % av alla då existerande djurgrupper dukade under. Många förslag har lanserats om vad som skulle ha kunnat orsaka en så allvarlig global naturkatastrof. Numera menar man att massutdöendet orsakades av jordens naturkrafter och inte av en extern kraft som till exempel en supernova eller komet/asteroid-kollision. Även om flera faktorer troligen samverkade tros ändå utbrotten i Sibirien ha satt igång en rad processer som på olika sätt drastiskt försämrade livsvillkoren på jorden.
Utbrotten orsakade troligen direkt och indirekt massdöd i global skala på en rad olika sätt:
- På kort sikt kan det ha skett en kraftig global nedkylning. Men utbrotten frigjorde också enorma mängder koldioxid vilket successivt kan ha höjt jordens medeltemperatur med 4–5 °C. Man tror också att utbrotten antände stora kollager med förödande bränder och ännu större utsläpp av koldioxid.
- Enorma mängder giftiga gaser, till exempel svaveldioxid, kan ha förstört eller allvarligt skadat ozonlagret och orsakat sura regn. Såväl land som hav försurades därmed.
- Den kraftiga uppvärmningen medförde att syrehalten i havet och atmosfären sjönk kraftigt, vilket var oerhört allvarligt för livet både på land och i havet. Den sänkta syrehalten gynnade också en produktion av giftiga gaser i havet.
- Slutligen kan det allt varmare havet också ha medfört att enorma mängder metan, en mycket aggressiv växthusgas, släpptes ut från havsbottnen. Resultatet blev en skenande växthuseffekt som höjde jordens medeltemperatur med ytterligare 5 °C. Totalt kan utbrotten och följderna av det alltså ha höjt jordens medeltemperatur så mycket som 10 °C.